# Język karkar-yuri
Język karkar-yuri, także: karkar, yuri – język papuaski używany w prowincji Sandaun w Papui-Nowej Gwinei, przez grupę ludności w dystrykcie Amanab (blisko granicy z Indonezją). Według danych z 1994 roku posługuje się nim 1140 osób.
Jego użytkownicy zamieszkują tereny na północ od obszaru języka abau, na południe od dera. Dzieli się na trzy dialekty: północno-centralny, auia-tarauwi, usari.
Przez długi czas był klasyfikowany jako język izolowany. W nowszych klasyfikacjach jest zaliczany do rodziny języków pauwasi. Języki emem i karkar-yuri mogą wręcz tworzyć kontinuum dialektalne; wcześniej ich związki zostały zauważone chociażby w literaturze antropologicznej. Karkar-yuri to jedyny przedstawiciel rodziny pauwasi, który funkcjonuje w granicach Papui-Nowej Gwinei.
Sporządzono skrótowy opis jego gramatyki. Jest zapisywany alfabetem łacińskim.